# Servance
Servance ist eine Commune déléguée in der französischen Gemeinde Servance-Miellin mit 702 Einwohnern (Stand 1. Januar 2022) im französischen Département Haute-Saône in der Region Bourgogne-Franche-Comté.

## Geographie
Servance liegt auf einer Höhe von 407 m über dem Meeresspiegel, 20 Kilometer nordöstlich von Lure und etwa 24 Kilometer nordwestlich der Stadt Belfort (Luftlinie). Das Dorf erstreckt sich im östlichen Teil des Departements, in den südwestlichen Vogesen, in einer Talweitung des oberen Ognon, zwischen dem Plateau des Mille Étangs und den Höhen des Ballon de Servance.
Die Fläche der 39,24 km² großen Commune déléguée umfasst einen Abschnitt der südwestlichen Vogesen. Von Nordosten nach Südwesten wird das Gebiet von der Alluvialniederung des Ognon durchquert. Die flache Talaue liegt auf durchschnittlich 400 m und weist eine Breite von rund einem Kilometer auf. Sie wird überwiegend landwirtschaftlich genutzt. Auf dem Gemeindegebiet nimmt der Ognon von Westen die Vannoise und von Osten die Doue de l'Eau auf.
Östlich des Ognon-Tals ist das Gebiet stark reliefiert. Der dicht bewaldete Hang steigt steil an zu den Höhen des Mont Cornu (820 m) und des Bois du Sapoz (903 m). Dazwischen befindet sich der Eingang zum Tal der Doue de l'Eau. Mit zwei schmalen Zipfeln erstreckt sich das Gemeindeareal bis zu den Höhen von Belfahy. Mit 932 m wird auf der Waldkuppe westlich des Col des Chevrères die höchste Erhebung von Servance erreicht.
Zwischen den Taleinschnitten von Ognon und Vannoise erhebt sich der Bois du Ménil (bis 700 m). Auf seiner Westseite wird das Tal der Vannoise vom Plateau des Mille Étangs flankiert. Das Plateau zeigt ein lockeres Gefüge von Wald, Weideland, Heidelandschaften und Mooren. Es erreicht eine mittlere Höhe von 600 m. In Muldenlagen befinden sich zahlreiche kleine Seen, die überwiegend natürlichen Ursprungs sind und während der Eiszeit durch Gletscherschliff entstanden. Einige wurden auch aufgestaut und dienen zur Fischzucht. Ganz im Westen reicht der Gemeindeboden bis zum Tal des Beuletin, eines Zuflusses des Breuchin. Im Norden gehört auch das Quellgebiet der Vannoise zu Servance. Die nördliche Abgrenzung verläuft auf dem Kamm des Haut de l'Alouette, der die Wasserscheide zur Mosel hin bildet. Das gesamte Gemeindegebiet gehört zum Regionalen Naturpark Ballons des Vosges.
In geologisch-tektonischer Hinsicht bestehen die Höhen zur Hauptsache aus kristallinem Grundgestein, in den höheren Lagen ist an einzelnen Orten Buntsandstein der unteren Trias anzutreffen. Die Täler sind gefüllt mit Sediment- und Schotterablagerungen des Tertiärs und des Quartärs.
Zur Commune déléguée Servance gehören neben dem eigentlichen Ort zahlreiche Siedlungen und Gehöfte:
- Bourgagotte (437 m) östlich des Ognon
- Le Them (421 m) westlich des Ognon
- Les Évaudois (450 m) im Tal der Vannoise
- Servanceuil (455 m) im Tal der Vannoise
- Magny-Maubert (478 m) im Tal der Vannoise
- Montandré (515 m) auf dem Plateau des Mille Étangs
- La Grève (461 m) im Tal der Doue de l'Eau südlich des Mont Cornu

Nachbarorte von Servance sind Beulotte-Saint-Laurent und Ramonchamp im Norden, Haut-du-Them-Château-Lambert, Miellin, Belfahy und Plancher-les-Mines im Osten, Fresse und Ternuay-Melay-et-Saint-Hilaire im Süden sowie Faucogney-et-la-Mer und Esmoulières im Westen.

## Geschichte
Erstmals urkundlich erwähnt wird Servance im Jahr 1209 unter dem Namen Serevans. Im Mittelalter gehörte das Dorf zur Freigrafschaft Burgund und darin zum Gebiet des Bailliage d’Amont. Die lokale Herrschaft hatten zunächst die Herren von Faucogney inne, bis die Herrschaft Servance 1374 an Herzog Philipp den Kühnen ging. 1532 wurde die Herrschaft Servance vom Kloster Lure gekauft, bei dem sie mit Ausnahme der Jahre 1633 bis 1667 bis zur Französischen Revolution verblieb. Zusammen mit der Franche-Comté gelangte Servance mit dem Frieden von Nimwegen 1678 definitiv an Frankreich.
Im Jahr 1816 wurde die Gemeinde von einer Typhusepidemie heimgesucht. Zu zwei Gebietsveränderungen kam es in der ersten Hälfte des 19. Jahrhunderts: 1821 wurde Miellin von Servance abgetrennt und zur eigenständigen Gemeinde erhoben, 1841 erfuhr Le Haut-du-Them dasselbe Schicksal. Schon zu Beginn des 19. Jahrhunderts entwickelte sich Servance zu einer industriell geprägten Gemeinde. Von Bedeutung für das wirtschaftliche Leben des Dorfes waren die Spinnereien, Webereien, eisenverarbeitende Industrie und Holzverarbeitung. Mit der Eröffnung der Trambahn von Lure nach Le Thillot (1895) wurde Servance an das Netz des öffentlichen Verkehrs angebunden. Der Betrieb der Linie wurde jedoch zu Beginn des Zweiten Weltkriegs wieder eingestellt. Servance war Mitglied des 12 Gemeinden umfassenden Gemeindeverbandes Communauté de communes de la Haute Vallée de l’Ognon. Am 1. Januar 2017 wurde die Gemeinde Servance mit Miellin zur Commune nouvelle Servance-Miellin zusammengeschlossen. Sie hat seither den Status einer Commune déléguée.

## Sehenswürdigkeiten

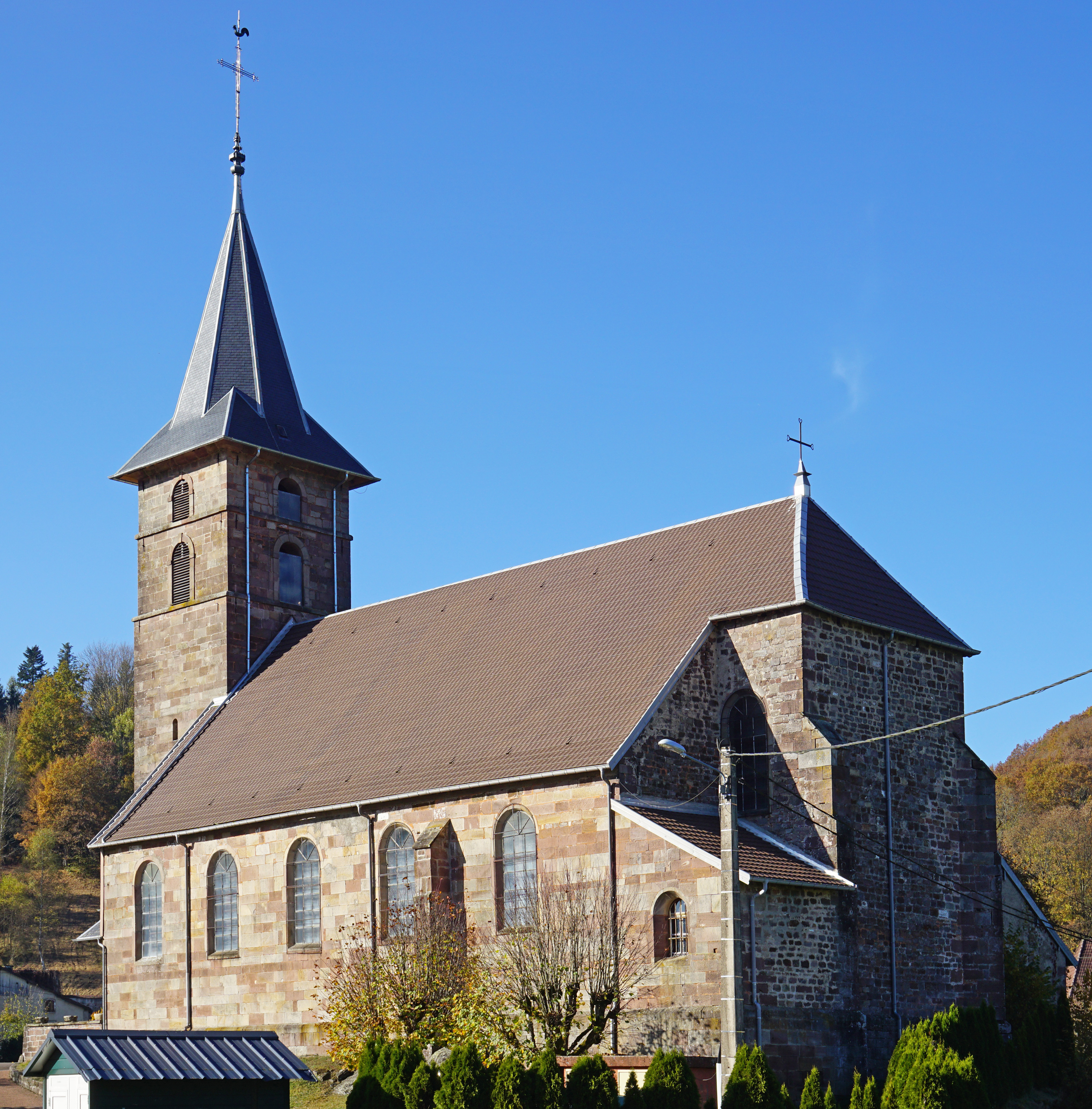
Kirche Mariä Himmelfahrt

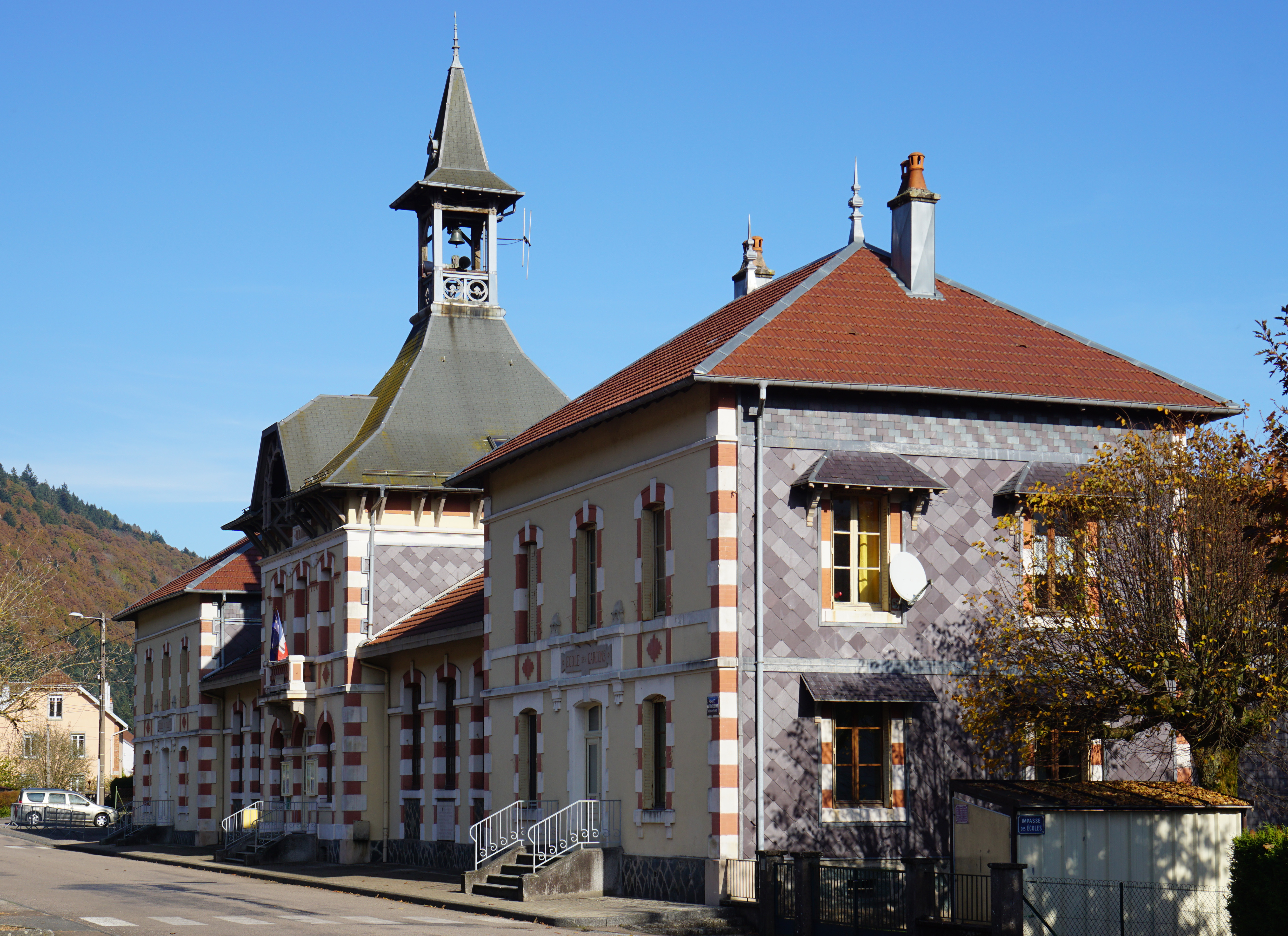
Mairie Servance

Die Kirche Mariä Himmelfahrt (Église Notre-Dame de l'Assomption) wurde 1689 mit Buntsandstein als Baumaterial neu erbaut. Zur bemerkenswerten Innenausstattung gehören Mobiliar aus dem 16. bis 18. Jahrhundert, Statuen von Johannes dem Täufer und Maria (16. Jahrhundert) und der reich skulptierte barocke Hauptaltar (17. Jahrhundert) und die Kanzel.
In Them steht ein Calvaire aus dem 16. Jahrhundert. Weitere Kreuze und Calvaires aus dem 17. und 18. Jahrhundert befinden sich in den Weilern. In einem ehemaligen Herrschaftssitz aus dem 18. Jahrhundert ist heute eine Privatschule untergebracht. Die Mairie (Gemeindeverwaltung) mit Glockenturm, die auch eine Schule beherbergt, wurde 1906 errichtet und ist als Monument historique klassiert.

## Bevölkerung
| Bevölkerungsentwicklung | Bevölkerungsentwicklung |
| Jahr                    | Einwohner               |
| ----------------------- | ----------------------- |
| 1962                    | 1.468                   |
| 1968                    | 1.365                   |
| 1975                    | 1.354                   |
| 1982                    | 1.244                   |
| 1990                    | 1.099                   |
| 1999                    | 0955                    |
| 2006                    | 0900                    |

Mit zuletzt 793 Einwohnern (Stand 1. Januar 2013) gehörte Servance zu den mittelgroßen Gemeinden des Département Haute-Saône. Den Höchststand bezüglich der Einwohnerzahl erreichte Servance bereits in der ersten Hälfte des 19. Jahrhunderts. Zusammen mit Le Haut-du-Them wurden 1831 zur Blütezeit der Industrie 5100 Personen gezählt; 1841 waren es auf dem Gemeindegebiet zum Zeitpunkt der Auflösung 2016 noch 2731 Einwohner. Anschließend nahm die Bevölkerungszahl bis in jüngste Zeit deutlich ab.

## Wirtschaft und Infrastruktur
Servance war schon im 19. Jahrhundert ein vorwiegend durch Industrie und Gewerbe geprägtes Dorf. Daneben waren auch die Landwirtschaft (insbesondere Milchwirtschaft und Viehzucht), die Forstwirtschaft und die Fischzucht von Bedeutung. Heute gibt es verschiedene Betriebe des Klein- und Mittelgewerbes. Wichtigster Arbeitgeber ist ein Unternehmen der Metallindustrie. Zu den weiteren bedeutenden Branchen zählen Holzverarbeitung, Feinmechanik, Baugewerbe und Textilindustrie. Viele Erwerbstätige sind auch Wegpendler, die in den größeren Ortschaften der Umgebung ihrer Arbeit nachgehen.
Die Ortschaft liegt abseits der größeren Durchgangsachsen an einer Departementsstraße, die von Lure via Mélisey nach Le Thillot führt. Weitere Straßenverbindungen bestehen mit Faucogney-et-la-Mer, Miellin und Corravillers.